# Estadio Frank P. Vera
El Estadio Frank P. Vera o bien Campo de Pelota Frank Vera es el nombre que recibe un recinto deportivo que se encuentra ubicado en la calle 22 de localidad de La Ceiba en el municipio del mismo nombre del departamento de Atlántida en el país centroamericano de Honduras.
Es utilizado principalmente para la práctica del Béisbol y el sóftbol y lleva el nombre de un reconocido deportista hondureño.
En el lugar se han desarrollado diversas actividades deportivas como el campeonato nacional de softbol lento con la participación de 6 equipos a nivel nacional.